# Hanns Welter
Hanns Welter (* 9. Juni 1913; † vor 1981) war ein deutscher Tischtennisspieler. Er wurde bei der Deutschen Meisterschaft 1938 Zweiter im Einzel.

## Werdegang
Hanns Welter studierte in Köln Jura und arbeitete danach als Gerichtsreferendar. Sportlich war er zunächst im Fußball, Handball und in der Leichtathletik aktiv, ehe er als 20-Jähriger mit dem Tischtennisspielen begann. Er schloss sich dem Verein Blau-Weiß Köln, später dem Etusva Aachen an. 1937 nahm er an der Deutschen Meisterschaft in Hohenneuendorf teil. Hier kam er nach einer Niederlage gegen den späteren Sieger Dieter Mauritz auf Platz drei. Ein Jahr später, bei der DM 1938 in Breslau, erreichte er sogar das Endspiel, das er gegen Karl Sediwy verlor. Zuvor hatte er die aus Wien stammenden Otto Eckl und Ferdinand Schuech besiegt. 1939 gewann er mit der Auswahl Mittelrhein in einer Zweiermannschaft zusammen mit Helmuth Hoffmann die Deutsche Gaumeisterschaft.
Im gleichen Jahr wurde seine Karriere unterbrochen. Er wurde zum Militär eingezogen, erlitt an der Front Verwundungen und kam von 1944 bis 1947 in Kriegsgefangenschaft. Danach begann er wieder mit dem Tischtennissport, erreichte aber nicht mehr seine frühere Spielstärke. 1950 wurde er jedoch gemeinsam mit Leo Junggeburth und Hermann Heukemes im Team von Alemannia Aachen westdeutscher Pokalsieger.
Später übernahm er Funktionärsaufgaben im Westdeutschen Tischtennisverband WTTV, die er bis Anfang der 1970er Jahre durchführte.
Hanns Welter verstarb zwischen 1971 und 1981.